# Radek Nečas
Radek Nečas (* 18. července 1980 v Brně) je český basketbalista hrající Národní basketbalovou ligu za tým ČEZ Basketball Nymburk. Hraje na pozici vyššího křídla (pozice č.4).
Je vysoký 206 cm, váží 103 kg, je levák. Radek je herně velmi inteligentní, vyniká především v obranné činnosti a na doskoku.
Je členem seniorské reprezentace ČR. Je 4× Mistrem ČR a 3× vítězem Českého poháru, vše v dresu ČEZ Basketball Nymburk. Získal 1× stříbro z české ligy (v týmu BK Prostějov) a 3× bronz (BVV Brno, Mlékárna Kunín, BK Prostějov). Má dceru Sáru (*2008),syna Dominika(*2011), syna Patrika (*2018).

## Kariéra
- 1998 - 2000 : BVV Brno
- 2000 - 2002 : Mlékárna Kunín
- 2002 - 2003 : Pivovarna Laško, Slovinsko
- 2003 - 2005 : ČEZ Basketball Nymburk
- 2005 - 2007 : BK Prostějov
- 2007 - 2009 : ČEZ Basketball Nymburk

Hráč původem z Brna, pokračovatel známého rodu basketbalistů - již 3. generace. Radek Nečas (stejně jako jeho otec Josef) reprezentuje ČR.

## Statistiky
| Sezóna  | Soutěž      | Odehrané minuty | Průměr na zápas | Body | Průměr na zápas | Užitečnost | Průměr na zápas |
| ------- | ----------- | --------------- | --------------- | ---- | --------------- | ---------- | --------------- |
| 1998/99 | Mattoni NBL | 520.6           | 14.9            | 179  | 5.1             | 175        | 5.0             |
| 1999/00 | Mattoni NBL | 1268.3          | 28.8            | 553  | 12.6            | 635        | 14.4            |
| 2000/01 | Mattoni NBL | 1059.1          | 27.9            | 412  | 10.8            | 502        | 13.2            |
| 2001/02 | Mattoni NBL | 868.0           | 28.9            | 376  | 12.5            | 415        | 13.8            |
| 2003/04 | Mattoni NBL | 920.2           | 23.0            | 432  | 10.8            | 592        | 14.8            |
| 2004/05 | Mattoni NBL | 1051.1          | 25.6            | 541  | 13.2            | 675        | 16.5            |
| 2004/05 | Český pohár | 50.8            | 25.4            | 14   | 7.0             | 23         | 11.6            |
| 2005/06 | Mattoni NBL | 819.7           | 24.8            | 328  | 9.9             | 435        | 13.2            |
| 2005/06 | Český pohár | 29.2            | 29.2            | 13   | 13.0            | 16         | 16.0            |
| 2006/07 | Mattoni NBL | 1516.1          | 27.6            | 561  | 10.2            | 793        | 14.4            |
| 2007/08 | Mattoni NBL | 950.4           | 17.6            | 320  | 5.9             | 473        | 8.8             |
| 2008/09 | Mattoni NBL | 826.8           | 16.5            | 218  | 4.4             | 341        | 6.8             |